# Chambolle-Musigny
Chambolle-Musigny település Franciaországban, Côte-d’Or megyében. Lakosainak száma 268 fő (2022. január 1.). Chambolle-Musigny Morey-Saint-Denis, Vougeot, Flagey-Echézeaux, Reulle-Vergy, Curley, Gilly-lès-Cîteaux és Nuits-Saint-Georges községekkel határos.

## Népesség
A település népességének változása:
| Lakosok száma | 455  | 364  | 355  | 308  | 307  | 300  | 295  | 293  | 285  | 268  |
|               | 1968 | 1982 | 1990 | 2006 | 2013 | 2015 | 2017 | 2019 | 2020 | 2022 |